# Philip Zwiener
Philip Zwiener (* 23. Juli 1985 in Rotenburg (Wümme)) ist ein ehemaliger deutscher Basketballspieler. Der 2,01 Meter große Zwiener wurde als Small Forward eingesetzt. Er bestritt 295 Bundesliga-Spiele und 60 A-Länderspiele.

## Karriere
Zwiener begann seine Karriere in Bremen bei der Bremer TS Neustadt und wechselte 2001 zum Zweitligisten TSV Lesum (später Bremen Roosters), bis er 2005 nach Berlin kam. Dort spielte er zunächst beim  Zweitligisten TuS Lichterfelde, bis er den Sprung ins Aufgebot des Bundesligisten Alba Berlin schaffte. 2008 nahm er mit der deutschen A-Nationalmannschaft an den Olympischen Spielen in Peking teil, für die er sich mit der deutschen Auswahl in einem Qualifikationsturnier in Athen qualifiziert hatte.
Zwiener wechselte zur Saison 2010/11 innerhalb der Basketball-Bundesliga zu TBB Trier. Dort bekam er einen Vertrag über zwei Jahre und erhielt dort die von ihm erhoffte längere Spielzeit unter Trainer Henrik Rödl. Am Ende der Saison wurde Zwiener als Most Improved Player der Bundesliga ausgezeichnet.
Nach zwei Jahren in Trier zog es ihn wieder in seine norddeutsche Heimat, wo er bis Sommer 2014 für die Eisbären Bremerhaven spielte. Anschließend wechselte er nach Oldenburg zu den EWE Baskets Oldenburg. Nach einem Jahr wurde sein Vertrag nicht verlängert und er wechselte zu den Eisbären Bremerhaven zurück. Im Anschluss an die Saison 2015/16 zog sich Zwiener aus der ersten Liga zurück, widmete sich verstärkt beruflichen Dingen außerhalb des Basketballsports und nahm zudem ein Angebot aus Oldenburg an, in der örtlichen Drittligamannschaft fortan als Führungsspieler für die jungen Spieler zu fungieren. In der Mannschaft der Spielgemeinschaft Baskets Akademie Weser-Ems/Oldenburger TB werden unter dem Dach des Bundesligisten EWE Baskets Oldenburg Talente an höhere Aufgaben herangeführt. Er spielte bis 2019 in der 2. Bundesliga ProB.
Zwiener wurde beruflich als Polizist tätig.